# Beechwood–Brookline (Metro de Filadelfia)
Beechwood–Brookline  es una estación en la línea Púrpura del Metro de Filadelfia. La estación se encuentra localizada en Edgewood Road y Strathmore Road en Haverford, Pensilvania. La estación Beechwood–Brookline fue inaugurada el 10 de febrero de 1952. La Autoridad de Transporte del Sureste de Pensilvania (por sus siglas en inglés SEPTA) es la encargada por el mantenimiento y administración de la estación. 

## Descripción y servicios
La estación Beechwood–Brookline cuenta con 2 plataformas laterales y 2 vías.  

## Conexiones
La estación es abastecida por las siguientes conexiones: 
- Rutas de autobuses de SEPTA: Ninguna